# 上盧皮亞河
上盧皮亞河是俄羅斯的河流，屬於維切格達河的左支流，由科米共和国和阿爾漢格爾斯克州負責管轄，河道全長175公里，流域面積1,520平方公里，河水主要來雨水和融雪。